# 玄箱
玄箱（くろばこ）は、玄人志向が2004年2月に発売した、ネットワークアタッチトストレージ(NAS)機器である。玄人志向の箱であることから、この名が付けられているため、当製品の発売前後には筐体に玄箱と書かれた外付けHDDボックスが販売されていたこともある。

## 概要

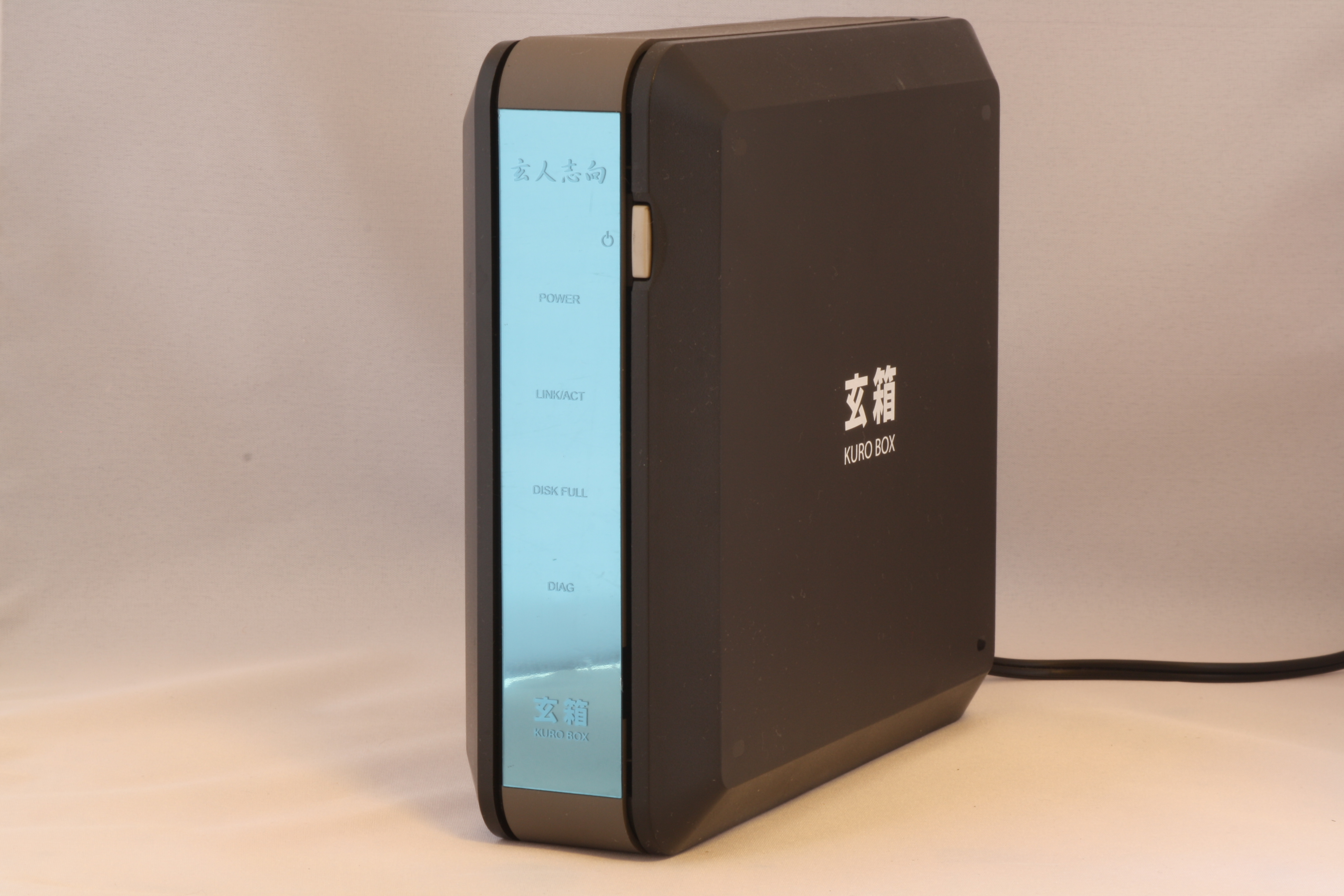
玄箱

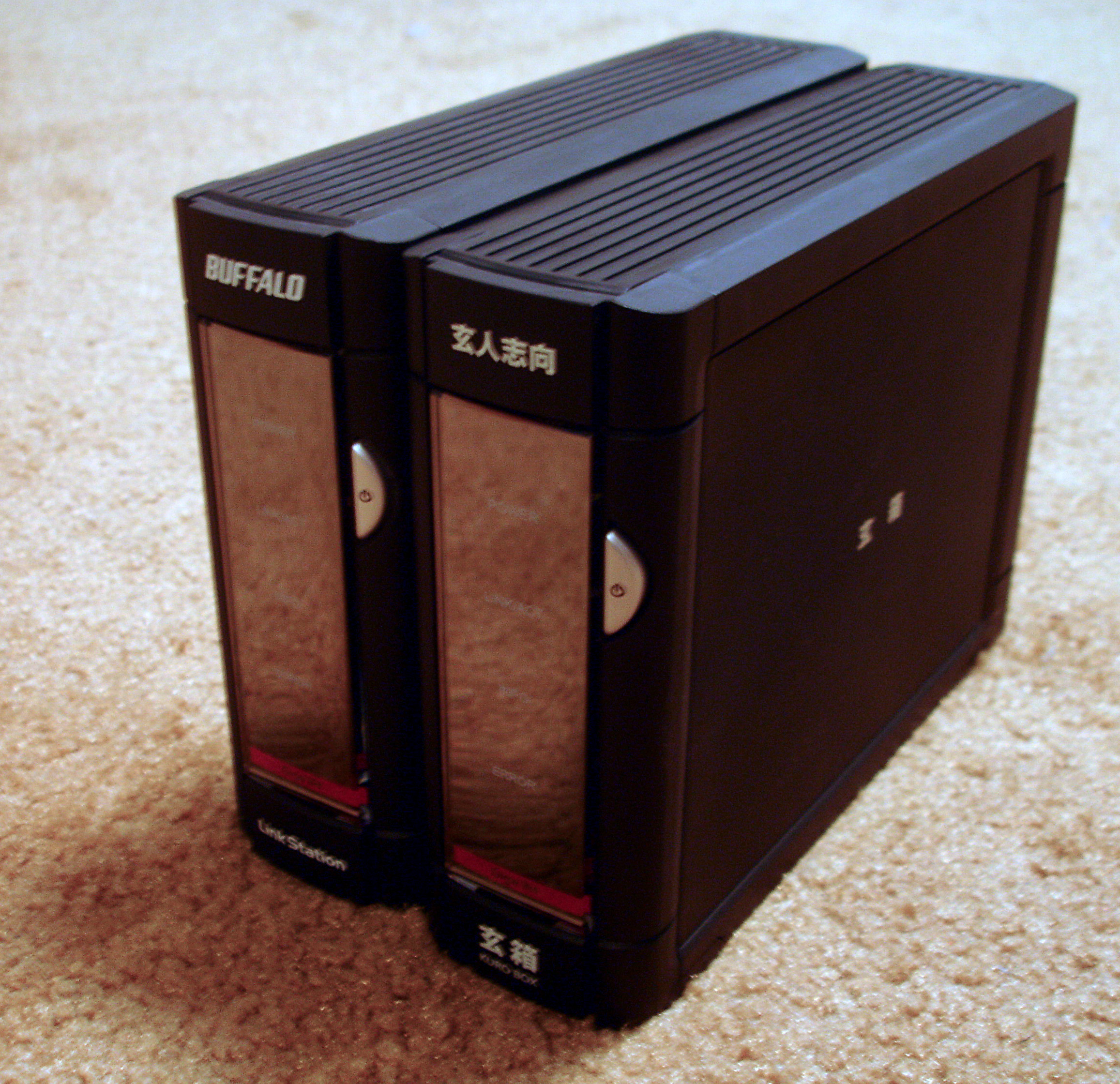
LinkStation ProとKuroBox Pro

筐体内に電源と制御基板のみが組み込まれた状態で出荷されるキット型の製品である。パッケージにハードディスクは含まれていないため、別途入手して組み込む必要がある。そのためパソコンのアップグレードなどで余ったハードディスクや、好みのハードディスクでNASが作れることからヒットし、他社が同様の製品を続々と発売するきっかけとなった。
低価格でLinuxが稼動し開発環境まであったことから、DebianなどのLinuxディストリビューションを入れ替えて格安なLinuxマシンとして使う者やハードウェアの改造を行う者も現れた。
当初の筐体は、ベースモデルであるバッファローのLinkStationのケースを黒く塗装していた物であったため、爆発的な人気に対して生産がまったく追いつかず、予約を打ち切る販売店も出た。それゆえ、ネットオークションを中心に転売が横行した。
2004年9月に入り、筐体が玄箱専用設計に切り替えられ生産効率が上がったこと、品物がある程度行き渡ったこと、他社から同様な製品が発売されたことから人気が沈静化し、品不足は解消している。また、バッファローの海外法人名義で、海外向けモデルであるKURO-BOXが発売された。
後に、メモリとCPUを強化しGigabit Ethernetに対応した、玄箱/HGがラインナップに追加された。
設計パーツと実装パーツの違いにより、クロックジェネレータの生成するクロックが実際の設計値よりも低く、そのまま利用した場合、時刻がずれるという問題を抱えている。対処としては、カウンタ値の整合性をハードウェアが出力するものに合わせる方法と、クロックジェネレータにたいして制御電圧を正しく与える方法がある。また、HDDのスピンアップタイムを適当なループカウンタによって場当たり的に実装しており、電源の供給からReadyになるまでの時間が想定よりも長いHDDについては、起動に失敗することがある。対処としては、電源ボタンを二度押すことによって、実際の起動処理を遅延させ読み込みのタイミングをずらす方法と、FlashROM上にある、ブートローダのループカウンタを増やすことで、ウェイトを増やしてしまう方法がある。
また、2005年12月下旬にはACアダプタ仕様のKURO-BOXXとKURO-BOX/HGXの2モデルが限定販売され、以前は電源基板が実装されていた部分が空洞になっている為、自作の基板を乗せるなど物理的なカスタマイズの余地が生まれた。電源以外の相違点として、背面パネルの一部の穴が埋まっている事が挙げられるが、それ以外は同一の製品である。
2005年6月に発表された挑戦者ブランドのLAN Tankの開発コードが「白箱（開発者自身は素箱といっている）」と発表された事、ライバル関係にあるメーカー/ブランドであることから競合品とされる。
同様に2006年1月には、玄箱/HGに相当するGLAN Tankが同様に出荷されている。
また、2006年からはオプションパーツやSATAHDD接続の為の変換キットやリモコンキットなどが単体販売された。
2007年にはSATAベースでSATAコネクタ×2（うち、一つは内蔵ベイで利用可能。一つは、前面パネルに隠れる形となる）、PCI Express×1が1スロット（ただし、拡張ボードを収納する空間は無い）装備し、CPUを400MHzと強化、内蔵フラッシュメモリを256MB搭載したKURO-BOX/PROが2007年2月27日より販売されている。外観は、LS-GLシリーズに近いが、板金部分は共通パーツにはなっておらず、別物のパーツになっている。基板も類似点こそあるものの、SoCの機能に全てコネクタを付けたような設計になっており、ほぼ別物である。
製品では公開、利用されていないが、底面にもシリアルコンソールの信号が出ている。純正品のシリアルコンソールキットは、コネクタと基板により構成されており、実装にはフロントパネルへのはんだ付けを要し、作業を行った時点でハードウェアとしてのメーカー保証は切れる。底面の接点は出荷時のパラメータ書き込みのためのパターンと考えられるが、強度などからの問題から、コネクタとしての利用は想定していない物と思われる。また、ユーザにより、この底面の端子を利用したシリアルコンソール用コネクタの作成方法も公開された。玄箱Proでは、U-Bootの設定が必要になるケースも発生するため、シリアルコンソールは必要になるケースが多い。
汎用性に期待を持たれたPCI Expressは、PCIの割り当てなどと競合し、VGAや、ブリッジなどを利用した場合、リソースがきちんとアサインされないこともあり、実利用にはほど遠く、活用例はあまり見かけない。
また、LinkStationに実装されていないコネクタについては、フロントパネルを外すなどしないと利用できない。内蔵FLASHメモリの増量により、旧機種では不可能だった、HDDレスでの稼動も可能になっている。なお、玄人志向側の位置づけとしては、玄箱とは別物であり、Linuxベアボーンというカテゴリに属する。
第二ロットのカーネルを含むモジュールに問題があり、SWATを起動できない等の不具合が発生した。2007年5月初頭の時点で次のロットは修正済みで販売されていたにも関わらず、修正モジュールの公開は5月半ばであった。起動メッセージにはFLASHROMにエラーがある旨が表示される事があるが、これは、NAND FLASH特有の障害であり、仕様である。また、起動時のCPUクロック表示は仕様表にある400MHzが正しい。
2007年7月24日Kuro-Box/ProのCPUクロックを500MHzに改造する方法が公式ページに掲載された。ただし、CPUは400MHz駆動の製品(パッケージにC400とマーキングされている)を搭載しており、CPU仕様外の25%オーバークロック駆動になる。現実的には、表面実装型の部品(クロックジェネレータやその他のチップ部品)の入手が難しく、バッファローの直販サイトで改造済みの製品を購入するのが一般的には現実的な実現方法であった。
2007年11月現在、LinkStationの筐体設計が玄箱に近く変更された。ただし、メイン基板(プリント配線板)そのものは同じだが、実装されているパーツを変えることで作り分けられていた。LinkStationでは利用しないFlashメモリなどは未実装、フロントのドーターボードは別設計になっていて、必要最低限の信号だけが接続されている等、同一のハードウェアというわけではない。また、起動対象とするデバイスが減っているため、U-Bootにも違いがある。
2008年11月にKURO-NAS/X4として新製品が発表される。前回のSoCから出ている信号は全て出す様な仕様ではなく、先行発売していたラックマウント型の製品からHDDとファームウェアを取り除いたような仕様になっている。そのため、利用頻度の低かったPCI Expressスロットは無くなった。ベースになる製品がLinkStation系のため、NAND Flashは搭載されず、本体サイズもラックマウント型がベースのため大きな物となった。また、インストールには、別途ファイルをHDDへ転送する必要があり、本体側にファームを流し込むような事は出来なくなった。シリアルコンソール(9ピンコネクタ)は本体背面で接続するようになっている。玄箱/HGに見られた手軽さや、玄箱/Proに見られた単体での小型で小規模な運用に向いたものではなく、価格の方も予価で三万円を越えるなど、従来とは違う趣の製品となった。
2009年9月には、KURO-BOX/T4が発売となっている。今回も、独自設計のハードウェアではなく、TS-TGL/R5シリーズをベースとした製品であり、ファームの流し込みなどは、KURO-NAS/X4から簡略化された。また、KURO-BOX/Proからの流れと同じく、ファームウェアは純粋なDebianであり、標準のセットアップのみでは、NAS製品として扱うようには出来ておらず、ユーザが自分で別途必要なものの追加インストールや、設定を行う必要がある。使用に際しては、シリアルコンソール必須となっている。また、KURO-BOX/T4以外は全て販売終了製品となっている。前述の従来品である玄箱に合わせた時計回りの修正が、ハードウェア的には正しいクロックを出力するようになったにもかかわらず、そのままであったため、初期製品では時刻がずれるという問題が発生し、アップデートにより修正された。

## スペック
玄箱
|                               | 玄箱                                                                                             | 玄箱/HG                                                                                          | 玄箱/PRO | KURO-NAS/X4                     | KURO-BOX/T4 |
| ----------------------------- | ------------------------------------------------------------------------------------------------ | ------------------------------------------------------------------------------------------------ | --- | ------------------------------- | --- |
| HDD搭載可能台数               | 3.5インチ×1                                                                                      | 3.5インチ×1                                                                                      | 3.5インチ×1 | 3.5インチ×4                     | 3.5インチ×4 |
| CPU                           | PowerPC 200MHz                                                                                   | PowerPC 266MHz                                                                                   | ARM9Core 400MHz                                                                                                  | ARM9Core 500MHz                 | PowerPC (FREESCALE MPC8241)266MHz                                                                                      |
| RAM（メモリ）                 | 64MB                                                                                             | 128MB                                                                                            | 128MB | 128MB                           | 128MB |
| イーサネット（LANポート）     | 100Base-T/10Base-T×1                                                                             | 1000Base-T/100Base-T/10Base-T×1                                                                  | 1000Base-T/100Base-T/10Base-T×1                                                                                  | 1000Base-T/100Base-T/10Base-T×1 | 1000Base-T/100Base-T/10Base-T×1                                                                                        |
| USBポート数                   | 2.0×1                                                                                            | 2.0×2                                                                                            | 2.0×2 | 2.0×2                           | 2.0×2 |
| BootROM領域                   | 4MB(カーネル、ブートローダ、EMモード領域を含む。ブートローダとして確保されているブロックは512KB) | 4MB(カーネル、ブートローダ、EMモード領域を含む。ブートローダとして確保されているブロックは512KB) | NOR型フラッシュメモリ 256KB                                                                                      | NOR型フラッシュメモリ 256KB     | NOR型フラッシュメモリ 4MB(カーネル、ブートローダ、EMモード領域を含む。ブートローダとして確保されているブロックは512KB) |
| パラレルATA(EVEN GNDコネクタ) | 1(プライマリポートのみ実装。スレーブの利用は加工が必要。)                                        | 1(プライマリポートのみ実装。スレーブの利用は加工が必要。)                                        | - | -                               | |
| シリアルATA                   | -                                                                                                | -                                                                                                | 2(1ポートはフロントパネル)                                                                                       | 4                               | 4 |
| PCI Express x1                | -                                                                                                | -                                                                                                | 1 | -                               | - |
| シリアルコンソール            | 未実装のチップ抵抗を実装した上で、スルーホールを利用。                                           | 未実装のチップ抵抗を実装した上で、スルーホールを利用。                                           | ドータボード上のスルーホールへ接続。信号自体はメイン基板(底面からアクセスする)のパターンにも同じ信号が来ている。 | 9ピンオスシリアルコネクタx1     | 9ピンオスシリアルコネクタx1                                                                                            |

## ハックによる成果
UARTから、シリアルレベルへの変換に携帯電話(Mova)用の物を利用できることが発見され、安価にRS-232Cレベルへ変換する手段として浸透するようになった。これらの成果はほかの機器でも用いられ、応用として、RS-232Cレベルへの変換だけではなく、最近ではUSBシリアルへの変換するのにも同様の製品の流用が行われる。これらの既製品を用いることは、量産された安価な製品を用いることが可能になり、工作の工数もほぼ結線のみと簡略であることがメリットとして挙げられる。その一方で、変換回路の動作原理(=制限事項)を理解しないまま転用した事例などで、所望の動作をしないケースも見受けられる。

## オプション
- SCON-KIT/PRO

玄箱/PRO専用のシリアルコンソールキット。商品には雌雄のコネクタと、むき出しのUSB-UART変換基板、接続ケーブルが同梱される。コネクタをKURO-BOX/Proの前面ドータボードにはんだ付けする必要があり、作業を行った時点で、どちらの商品も保証外となる。
- KURO-BOX/PARTS

玄箱と玄箱/HGの破損しやすいと言われるベゼル、導光器、空冷ファンをセットにした商品。ベゼルは、玄箱、玄箱HGの両方が入っており、空冷ファンにはコネクタが圧着された形でパッケージされている為、そのまま交換できる。
- KURO-RS

USB接続赤外線学習リモコンキット。商品では玄箱も利用対象に含まれている。WindowsパソコンやKURO-BOX/HGに接続して自作プログラムより制御するためのSDKが含まれているが付属のドキュメントには挙動と異なる部分も見られる。基本的には自分でプログラムを作成する人のための商品である。添付された資料、SDK、ドキュメントの類の再頒布は不可とされているが、それらを元に作成されたソフトウェアについては作成者が任意のライセンスで再頒布を行うことが可能である。制御はUSB接続の仮想シリアル。ハードウェア的には、PC-OP-RS1と同等のもの。
以上のオプションについては、2011年10月現在すでに生産、販売終了となっている。
- KURO-SATA

玄箱、玄箱/HGでSATAデバイスを利用するための変換基板。玄箱に入るよう特殊な形状になっている。LinkStationでは、後期ロット(HD-HGWLAN基板)でIDEコントローラが変更されているため、転送速度が遅くなるなど、動作は芳しくない事例がある。HDD側を1.5Gbpsに設定して利用することが望ましい。また、標準のカーネルではhddtemp等による温度の取得が出来なくなる。